# Gypie Mayo
Gypie Mayo (nacido como John Philip Cawthra; 24 de julio de 1951 - 23 de octubre de 2013) fue un guitarrista y compositor inglés, fue parte de Dr. Feelgood entre 1977 a 1981, y de 1996 a 2004, en los Yardbirds con Alan Glen.

## Carrera
Mayo nació en Hammersmith, Londres. A una edad temprana, escuchaba música clásica por parte de su padre quien la tocaba mientras estaba en casa. Más tarde, se enteró de "Apache", de The Shadows y disfrutó de la grabación. Sin embargo, fue cuando Mayo vio al grupo en la televisión con su Fender Stratocasters que se apasionó.
| Me enganché al instante. Me compré todos sus discos, etc de 10-11 años. Entonces los Beatles pasó y todo lo de la música cambió. Casi al mismo tiempo adquirí una acústica barata de fabricación rusa (1964) y aprendí solo Beatles / Stones etc. canciones. Yo elegí la guitarra porque yo siempre había estado fascinado con sus sonidos + vi desde entonces convertirse en un monstruo de las Sombras.} —Gypie Mayo, mayo de 1997 |

Mayo dejó la escuela y terminó trabajando en una imprenta durante tres años. En 1969, dejó su trabajo para unirse a una banda de blues llamado White Mule. La banda permaneció junta durante aproximadamente un año y tocó en todo el Reino Unido, junto con conciertos en Suiza y Francia. Lanzaron un sencillo en MCA Records que fue producido por Mike Leander.
Tras White Mule, Mayo se presentó en varias alineaciones de rock durante la primera mitad de la década de 1970 incluyendo Halcyon, 747 y Alias. También formó parte de una banda tradicional irlandesa llamada Concrete Mick donde tocó la mandolina.